# Carrboydita
La carrboydita és un mineral de la classe dels sulfats, que pertany al grup de la glaucocerinita. Anomenat per la mina de níquel Carr Boyd, Austràlia, la localitat tipus.

## Classificació
La carrboydita es troba classificada en el grup 7.DD.35 segons la classificació de Nickel-Strunz (7 per a sulfats (selenats, tel·lurats, cromats, molibdats, wolframats); D per a sulfats (selenats, etc.) amb anions addicionals, amb H₂O; i D per a només amb cations de mida mitjana, capes d'octaedres d'ús compartit; el nombre 35 correspon a la posició del mineral dins del grup). En la classificació de Dana el mineral es troba al grup 31.10.1.1 (31 per a sulfats hidratats que contenen grup hidroxil o halogen i 10 per a diversos; 1 i 1 corresponen a la posició del mineral dins del grup).

## Característiques
La carrboydita és un sulfat de fórmula química [(Ni1-xAlx)(OH)₂][SO₄]x/2 · nH₂O. Cristal·litza en el sistema hexagonal.

## Formació i jaciments
Es forma en materials de superfície en mines de níquel. S'ha descrit a Austràlia i a Portugal.